# Vulcano
|  | No s'ha de confondre amb Vulcano (pel·lícula). |

Vulcano és una illa de 21 quilòmetres quadrats, la més meridional de l'arxipèlag de les Eòlies i la tercera en extensió. Pertany al municipi de Lipari. Els seus habitants, uns 300, s'anomenen vulcanari.
És a 20 km al nord del golf sicilià de Patti, a la mar Tirrena. Les Bocche di Vulcano, un estret d'uns 750 m d'amplada, la separen de l'illa de Lipari, al nord.
Hi ha dos nuclis habitats: Vulcano Porto, tocant a mar, i Vulcano Piano, en un altiplà interior al sud de l'illa.

## Els volcans
L'illa deu la seva existència a la fusió d'alguns volcans, el més gran i actiu dels quals és el volcà de la Fossa. Els altres són el Vulcanello (123 m), al nord; el Monte Aria (500 m), al sud completament inactiu, que forma un extens altiplà constituït per colades de lava, pedra volcànica i dipòsits d'al·luvió de l'Holocè; i el Monte Saraceno (481 m).
El volcà principal, a l'oest, sembla que es va formar després d'extingir-se el volcà meridional; amb laves molt àcides, ha generat l'anomenat Vulcano della Fossa (o Gran Cratere o Cono di Vulcano), de 386 m d'altitud, amb pendents molt pronunciats, que té un cràter apagat al nord, anomenat la Forgia Vecchia. Al nord-oest hi ha una colada d'obsidiana relativament recent, del 1771, anomenada Le Pietre Cotte. El cràter actiu és situat lleugerament desplaçat cap al nord-oest. Actualment l'activitat volcànica es manifesta amb fenòmens de solfatares i amb erupcions freqüents, generalment explosives.
Tot i que l'última erupció es va esdevenir en el període 1888-1890, el volcà no ha deixat mai de donar proves de la seva vitalitat i encara avui dia s'hi observen diferents fenòmens, com ara fumaroles, raigs de vapor, tant a la cresta com submarins, i la presència de fangs sulfurosos d'apreciades propietats terapèutiques. Al nord un bon nombre de fumaroles continuen emetent àcid bòric, clorur d'amoni i sofre, que alimenten un complex industrial per a la producció de sofre.

## Economia i transports
Abans del desenvolupament turístic de la dècada del 1980, l'economia illenca es basava essencialment en l'agricultura. Avui dia, a part del turisme, que n'és la font d'ingressos principal, l'activitat més important és el conreu de la vinya.
Vulcano es comunica amb la veïna illa de Lipari mitjançant un trajecte d'un quart d'hora; les naus surten del port de llevant i travessen l'estret de les Bocche di Vulcano. Des de Milazzo, al nord de Sicília s'hi arriba amb vaixell (una hora i mitja) i amb ferri hidròpter (tres quarts d'hora).

## Mitologia
La mitologia grega, que coneixia l'illa amb el nom de Hiera, hi situava la farga d'Hefest, déu del foc i forjador, que tenia com a ajudants els ciclops. Però el nom que es va acabar imposant per anomenar l'illa és el del déu romà, Vulcà. D'aquí han derivat també els termes volcà i vulcanisme.